# فرانچسکا ایستوود
فرانچسکا ایستوود (به انگلیسی: Francesca Eastwood) (زاده ۷ اوت ۱۹۹۳) بازیگر، ستاره، مدل آمریکایی است.
او فرزند کلینت ایستوود و فرانسیس فیشر است.
از فیلم‌های معروف او می‌توان به بازی در فیلم قانون‌شکنان و فرشتگان، دختر نهایی و انباری اشاره کرد.